# Canthidium latipleurum
Canthidium latipleurum là một loài bọ cánh cứng trong họ Bọ hung (Scarabaeidae).